# Atletica leggera ai Giochi della XX Olimpiade - Lancio del martello

Video della Finale

Il lancio del martello ha fatto parte del programma maschile di atletica leggera ai Giochi della XX Olimpiade. La competizione si è svolta nei giorni 4 e 7 settembre 1972 allo Stadio olimpico di Monaco.

## Presenze ed assenze dei campioni in carica
| Competizione      | Atleta              | Prestazione | Monaco 1972  |
| ----------------- | ------------------- | ----------- | ------------ |
| Olimpiadi 1968    | Gyula Zsivótzky     | 73,36 m     | Presente     |
| Commonwealth 1970 | Howard Payne        | 67,80 m     | Presente     |
| Asiatici 1970     | Shigenobu Murofushi | 67,08 m     | Presente     |
| Panamericani 1971 | Albert Hall         | 65,84 m     | 4º ai Trials |
| Europei 1971      | Uwe Beyer           | 72,36 m     | Presente     |

1. ↑  Sotto la bandiera della Gran Bretagna.

## Risultati

### Turno eliminatorio
Qualificazione66,00 m
Ben 20 atleti ottengono la misura richiesta.

La miglior prestazione appartiene ad Anatolij Bondarčuk (URSS) con 72,88 m.
| Pos. | Atleta                | Nazione          | Prove | Prove | Prove | Misura | Note |
| Pos. | Atleta                | Nazione          | 1ª    | 2ª    | 3ª    | Misura | Note |
| ---- | --------------------- | ---------------- | ----- | ----- | ----- | ------ | ---- |
| 1    | Reinhard Theimer      | Germania Est     | 70,66 | -     | -     | 70,66  | Q    |
| 2    | Vasilij Chmelevskij   | Unione Sovietica | 70,00 | -     | -     | 70,00  | Q    |
| 3    | Strećko Štiglić       | Jugoslavia       | 65,52 | 69,60 | -     | 69,60  | Q    |
| 4    | Mario Vecchiato       | Italia           | 68,12 | -     | -     | 68,12  | Q    |
| 5    | Karl-Hans Riehm       | Germania Ovest   | 64,44 | 67,64 | -     | 67,64  | Q    |
| 6    | István Encsi          | Ungheria         | 67,38 | -     | -     | 67,38  | Q    |
| 7    | Stavros Moutaftsidis  | Grecia           | 67,22 | -     | -     | 67,22  | Q    |
| 8    | Edwin Klein           | Germania Ovest   | 67,14 | -     | -     | 67,14  | Q    |
| 9    | Takeo Sugawara        | Giappone         | 65,94 | 64,56 | 66,50 | 66,50  | Q    |
| 10   | Barry Williams        | Gran Bretagna    | n     | 66,32 | -     | 66,32  | Q    |
| 11   | Al Schoterman         | Stati Uniti      | 65,18 | 63,74 | 64,06 | 65,18  |      |
| 12   | Stanisław Lubiejewski | Polonia          | 60,34 | 64,80 | n     | 64,80  |      |
| 13   | George Frenn          | Stati Uniti      | 57,28 | 62,14 | 58,86 | 62,14  |      |
| 14   | Vladimir Prikhodko    | Francia          | 60,80 | 61,78 | 59,58 | 61,78  |      |
| 15   | Darwin Piñeyrúa       | Uruguay          | 59,84 | n     | 58,50 | 59,84  |      |

| Pos. | Atleta               | Nazione          | Prove | Prove | Prove | Misura | Note |
| Pos. | Atleta               | Nazione          | 1ª    | 2ª    | 3ª    | Misura | Note |
| ---- | -------------------- | ---------------- | ----- | ----- | ----- | ------ | ---- |
| 1    | Anatolij Bondarčuk   | Unione Sovietica | 72,88 | -     | -     | 72,88  | Q    |
| 2    | Gyula Zsivótzky      | Ungheria         | 71,20 | -     | -     | 71,20  | Q    |
| 3    | Jochen Sachse        | Germania Est     | 69,94 | -     | -     | 69,94  | Q    |
| 4    | Tom Gage             | Stati Uniti      | 65,32 | 65,14 | 69,40 | 69,40  | Q    |
| 5    | Jacques Accambray    | Francia          | 68,00 | -     | -     | 68,00  | Q    |
| 6    | Shigenobu Murofushi  | Giappone         | 65,94 | 67,26 | -     | 67,26  | Q    |
| 7    | Uwe Beyer            | Germania Ovest   | 67,04 | -     | -     | 67,04  | Q    |
| 8    | Peter Sternad        | Austria          | n     | 66,74 | -     | 66,74  | Q    |
| 9    | Iosyp Hamskiy        | Unione Sovietica | n     | n     | 66,72 | 66,72  | Q    |
| 10   | Sándor Eckschmiedt   | Ungheria         | 66,44 | -     | -     | 66,44  | Q    |
| 11   | Todor Manolov        | Bulgaria         | n     | n     | 65,62 | 65,62  |      |
| 12   | Howard Payne         | Gran Bretagna    | 63,58 | 64,56 | 64,10 | 64,56  |      |
| 13   | Yoshihisa Ishida     | Giappone         | 63,00 | 63,82 | n     | 63,82  |      |
| 14   | Georgios Georgiadis  | Grecia           | 63,58 | n     | n     | 63,58  |      |
| 15   | William Silen        | Porto Rico       | n     | n     | 62,02 | 62,02  |      |
| 16   | José Alberto Vallejo | Argentina        | n     | 60,00 | n     | 60,00  |      |

### Finale
Al primo turno Bondarčuk lancia una bordata a 75,50: è nuovo record olimpico. Gli avversari sono spiazzati, nessuno riesce a replicare subito. Al terzo turno il connazionale Chmelevskij si porta a 74,04, ipotecando una medaglia; il tedesco est Sachsel è subito dietro con 73,70. I primi due lanci di finale non riportano sorprese. All'ultimo turno Sachsel piazza un lancio a 74,96 metri e si porta a casa l'argento.

Giunge quarto il campione europeo Uwe Beyer con 71,52. Dietro di lui, il campione uscente Gyula Zsivótzky si piazza al quinto posto con 70,66.
| Pos.    | Atleta               | Età | Nazione          | Prove | Prove | Prove | Prove                       | Prove                       | Prove                       | Misura | Note            |
| Pos.    | Atleta               | Età | Nazione          | 1ª    | 2ª    | 3ª    | 4ª                          | 5ª                          | 6ª                          | Misura | Note            |
| ------- | -------------------- | --- | ---------------- | ----- | ----- | ----- | --------------------------- | --------------------------- | --------------------------- | ------ | --------------- |
| Oro     | Anatolij Bondarčuk   | 32  | Unione Sovietica | 75,50 | 72,62 | 71,76 | 73,78                       | 73,50                       | 72,90                       | 75,50  | Record olimpico |
| Argento | Jochen Sachse        | 23  | Germania Est     | 71,54 | n     | 73,70 | 71,26                       | n                           | 74,96                       | 74,96  |                 |
| Bronzo  | Vasilij Chmelevskij  | 24  | Unione Sovietica | 68,82 | 71,62 | 74,04 | 68,16                       | n                           | n                           | 74,04  |                 |
| 4       | Uwe Beyer            | 27  | Germania Ovest   | 70,32 | 71,52 | n     | 68,98                       | 69,90                       | n                           | 71,52  |                 |
| 5       | Gyula Zsivótzky      | 35  | Ungheria         | 71,38 | 70,44 | 70,48 | n                           | 70,66                       | 70,20                       | 71,38  |                 |
| 6       | Sándor Eckschmiedt   | 33  | Ungheria         | 71,20 | n     | 67,26 | 69,24                       | 67,90                       | 68,86                       | 71,20  |                 |
| 7       | Edwin Klein          | 24  | Germania Ovest   | 71,14 | n     | n     | 69,70                       | 70,26                       | n                           | 71,14  |                 |
| 8       | Shigenobu Murofushi  | 26  | Giappone         | 69,36 | 70,88 | 70,32 | 65,70                       | 69,08                       | 68,54                       | 70,88  |                 |
| 9       | Mario Vecchiato      | 23  | Italia           | n     | 69,46 | 70,58 | Non ammessi ai lanci finali | Non ammessi ai lanci finali | Non ammessi ai lanci finali | 70,58  |                 |
| 10      | Karl-Hans Riehm      | 21  | Germania Ovest   | 70,12 | 68,98 | 69,44 | Non ammessi ai lanci finali | Non ammessi ai lanci finali | Non ammessi ai lanci finali | 70,12  |                 |
| 11      | István Encsi         | 29  | Ungheria         | 66,32 | 69,82 | 70,06 | Non ammessi ai lanci finali | Non ammessi ai lanci finali | Non ammessi ai lanci finali | 70,06  |                 |
| 12      | Tom Gage             | 29  | Stati Uniti      | 66,94 | 69,50 | n     | Non ammessi ai lanci finali | Non ammessi ai lanci finali | Non ammessi ai lanci finali | 69,50  |                 |
| 13      | Reinhard Theimer     | 24  | Germania Est     | n     | 69,16 | n     | Non ammessi ai lanci finali | Non ammessi ai lanci finali | Non ammessi ai lanci finali | 69,16  |                 |
| 14      | Strećko Štiglić      | 29  | Jugoslavia       | 67,60 | 68,34 | 67,60 | Non ammessi ai lanci finali | Non ammessi ai lanci finali | Non ammessi ai lanci finali | 68,34  |                 |
| 15      | Stavros Moutaftsidis | 24  | Grecia           | 68,14 | 68,30 | 67,04 | Non ammessi ai lanci finali | Non ammessi ai lanci finali | Non ammessi ai lanci finali | 68,30  |                 |
| 16      | Barry Williams       | 25  | Gran Bretagna    | 68,18 | 66,56 | n     | Non ammessi ai lanci finali | Non ammessi ai lanci finali | Non ammessi ai lanci finali | 68,18  |                 |
| 17      | Peter Sternad        | 26  | Austria          | 65,60 | 65,94 | 66,64 | Non ammessi ai lanci finali | Non ammessi ai lanci finali | Non ammessi ai lanci finali | 66,64  |                 |
| 18      | Iosyp Hamskiy        | 22  | Unione Sovietica | 66,26 | n     | 65,34 | Non ammessi ai lanci finali | Non ammessi ai lanci finali | Non ammessi ai lanci finali | 66,26  |                 |
| 19      | Jacques Accambray    | 22  | Francia          | n     | 65,06 | n     | Non ammessi ai lanci finali | Non ammessi ai lanci finali | Non ammessi ai lanci finali | 65,06  |                 |
| 20      | Takeo Sugawara       | 34  | Giappone         | 55,82 | 64,56 | 64,70 | Non ammessi ai lanci finali | Non ammessi ai lanci finali | Non ammessi ai lanci finali | 64,70  |                 |